# Futbolniy Klub Dinamo Moskva
O Futbolniy Klub Dinamo Moskva, mais conhecido como Dínamo de Moscovo (português europeu) ou Dínamo de Moscou (português brasileiro) (Dynamo Moscow, Dinamo Moskva, em russo: Дина́мо Москва) é um dos clubes de futebol mais famosos da Rússia. Foi fundado em 1923.

## História
Tem como ancestral um clube chamado Orekhovo, de trabalhadores da indústria têxtil mas, no período socialista, era o clube dos que trabalhavam no Ministério do Interior, que englobava as polícias do país. Cada república soviética tinha seu Dínamo e três deles se tornaram muito famosos, o de Moscou, o de Kiev e o de Tiblíssi. Foi um dos clube que venceu mais campeonatos nacionais na era soviética: 11 títulos, mas após seu último título em 1976, e com o fim da o fim da URSS entrou em decadência, não venceu nenhum campeonato nacional e foi rebaixado para a segunda divisão.
O clube foi fundado em 1923 devido a esforços do Departamento Político do Estado. Até hoje o clube estabeleceu-se como um dos mais fortes emblemas da capital russa. Suas cores oficiais são o azul e branco. Possui um estádio chamado Dynamo Stadium localizado na capital russa e tem capacidade para 36 mil espectadores.
Até 2005, o Dínamo tinha sido o único clube da Rússia que logrou atingir uma final de uma competição europeia (final da Recopa Europeia), em 1972, contra o Glasgow Rangers da Escócia, sendo derrotado por 3 a 2). Em 2005, o CSKA de Moscovo conseguiu o título da Copa da UEFA vencendo o Sporting Clube de Portugal em Lisboa e, em 2008, o Zenit São Petersburgo conquistou também a Copa da UEFA sobre o mesmo Glasgow Rangers.
O clube também nunca havia sido rebaixado na Rússia, porém, em Maio de 2016, o time fez uma péssima campanha no Campeonato Russo e foi rebaixado em 15° e penúltimo lugar, marcando uma mancha em sua história: além de rebaixado, viu o rival CSKA Moscou sendo campeão Russo. No fim de maio de 2017, um ano depois do decenso, o clube foi vice-campeão da Segunda Divisão, marcando seu retorno para a principal divisão russa em 2017-18.

## Departamento de voleibol
O Voleibolni Klub Dínamo Moscou (em em russo:  "волейбольный клуб Динамо Москва"), ou simplesmente Dínamo Moscou, é um clube russo de voleibol masculino sediado na cidade de Moscou. Atualmente o clube disputa a Superliga Russa, a primeira divisão do campeonato russo.

### Títulos

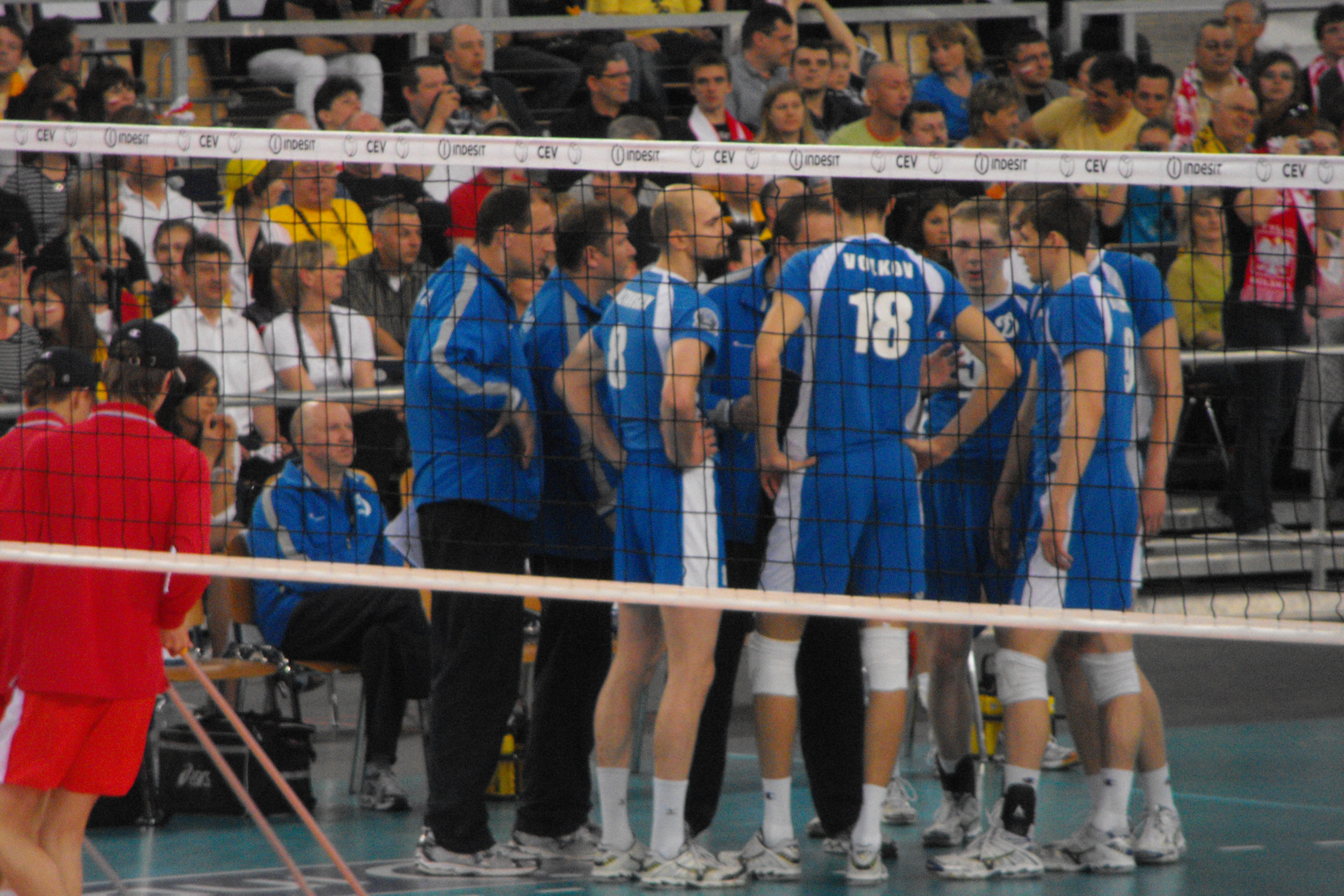
Dínamo Moscou em 2010, pela Liga dos Campeões da Europa.

#### Campeonatos continentais
Liga dos Campeões
- Vice-campeão: 2009–10
- Terceiro lugar: 2006–07, 2010–11

 Taça CEV
- Campeão: 1984–85, 2011–12, 2014–15, 2020–21
- Terceiro lugar: 1989–90, 2015–16

#### Campeonatos nacionais
Campeonato Russo
- Campeão: 2005–06, 2007–08, 2020–21
- Vice–campeão: 2003–04, 2004–05, 2006–07, 2010–11, 2011–12, 2015–16, 2016–17, 2022–23
- Terceiro lugar: 1992, 1992–93, 2001–02, 2009–10, 2014–15, 2017–18

 Copa da Rússia
- Campeão: 2006, 2008, 2020
- Vice-campeão: 2003, 2004, 2007, 2010, 2013, 2021
- Terceiro lugar: 2002, 2009, 2012, 2015

 Supercopa Russa
- Campeão: 2008, 2009, 2021, 2022
- Vice-campeão: 2016, 2017, 2023

 Campeonato Soviético
- Campeão: 1945, 1946, 1947, 1948, 1951
- Vice-campeão: 1950, 1952, 1953, 1958, 1983–84, 1984–85, 1987–88, 1988–89
- Terceiro lugar: 1949, 1965, 1979–80, 1982–83, 1985–86

 Copa Soviética
- Campeão: 1950, 1951, 1952
- Vice-campeão: 1978, 1985
- Terceiro lugar: 1974, 1984, 1988, 1989

## Títulos no Futebol
| TÍTULOS NACIONAIS NA RÚSSIA (A PARTIR DE 1992)   | TÍTULOS NACIONAIS NA RÚSSIA (A PARTIR DE 1992) | TÍTULOS NACIONAIS NA RÚSSIA (A PARTIR DE 1992) | TÍTULOS NACIONAIS NA RÚSSIA (A PARTIR DE 1992)                              |
|                                                  | Competição                                     | Títulos                                        | Temporadas                                                                  |
| ------------------------------------------------ | ---------------------------------------------- | ---------------------------------------------- | --------------------------------------------------------------------------- |
|                                                  | Copa da Rússia                                 | 1                                              | 1994-95                                                                     |
| TÍTULOS NACIONAIS NA UNIÃO SOVIÉTICA (1936-1991) |                                                |                                                |                                                                             |
|                                                  | Competição                                     | Títulos                                        | Temporadas                                                                  |
|                                                  | Campeonato Soviético                           | 11                                             | 1936 Primavera, 1937, 1940, 1945, 1949, 1954, 1955, 1957, 1959, 1963 e 1976 |
|                                                  | Copa da União Soviética                        | 6                                              | 1937, 1953, 1967, 1970, 1977 e 1984                                         |
|                                                  | Supercopa da União Soviética                   | 1                                              | 1977                                                                        |